# Scott Scale

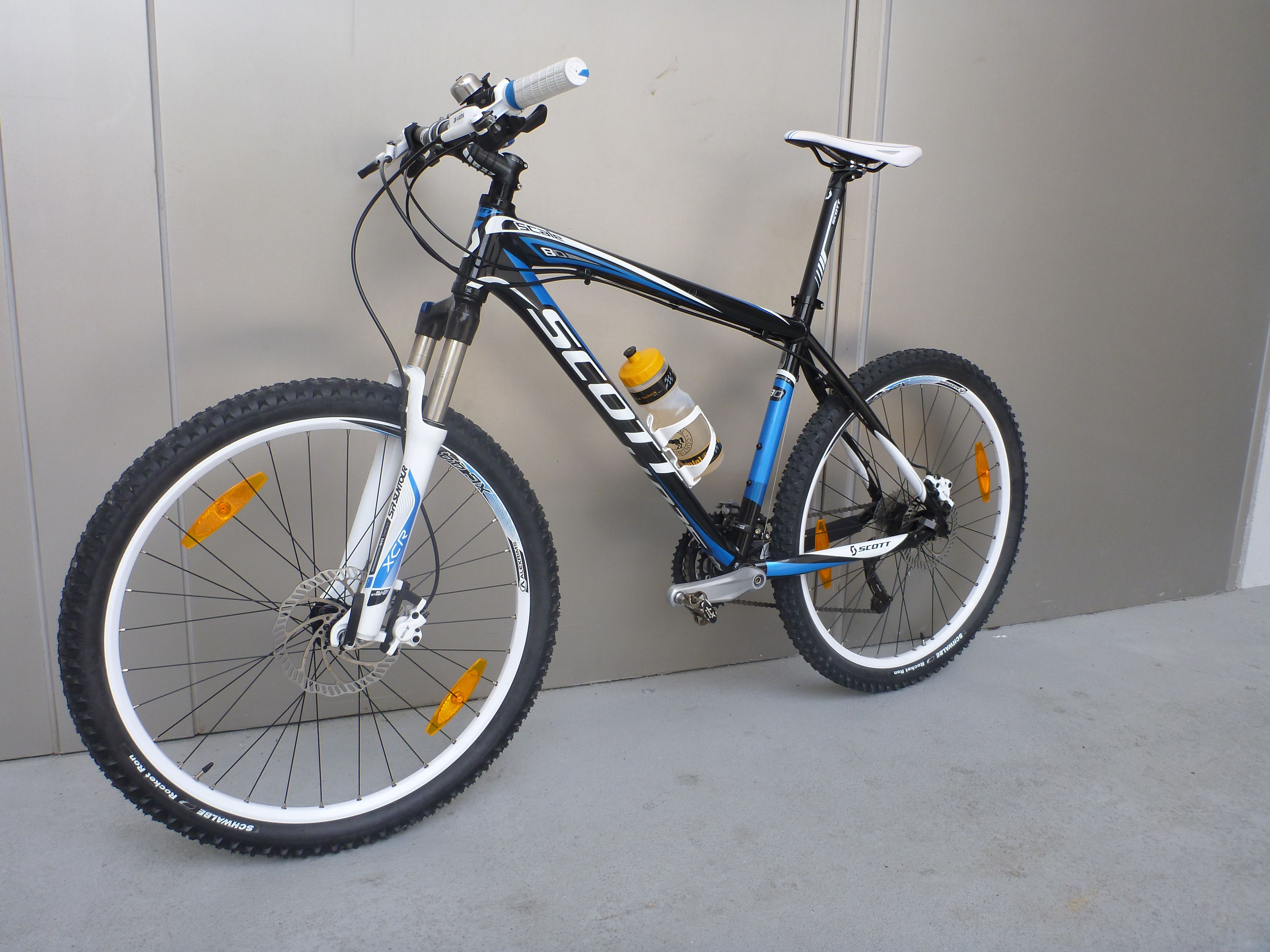
Scott Scale 80 2011 en 26 pouces en aluminium. C'est la version bas de gamme, destinée à un usage loisirs.

Le Scott Scale est un vélo de type VTT semi-rigide destiné à la pratique du cross-country, conçu et fabriqué par le constructeur suisse Scott Sports. Le premier modèle est présenté en 2005, et devient rapidement une référence en matière de VTT semi-rigide pour la compétition. Il équipe notamment l'équipe Scott Swisspower, et gagne plusieurs coupes du monde et championnats du monde de VTT avec Nino Schurter à son guidon.

## Versions
Le Scale est proposé dans les trois tailles de roues existant en VTT. Il existe également plusieurs déclinaisons commerciales, en fonction de l'équipement (groupe, roues, périphériques...). La gamme commence au Scott Scale 80, cadre aluminium et périphériques bas de gamme, pour un usage de loisirs, puis de 10 en 10 jusqu'au Scale 10, puis Scale RC, cadre en fibre de carbone et périphériques haut de gamme, destiné à la compétition.

### 26 pouces
C'est la première version introduite par Scott en 2005. La version 26 pouces est arrêtée en 2014.
Pour les versions les plus haut de gamme, le Scale est orienté performance, et clairement destiné à la compétition. Dans sa version 2013, le Scale est considéré comme rigide et performant, tout en ayant une grande stabilité en descente. Le poste de pilotage (potence, cintre) sont considérés comme perfectibles. De par son comportement exigeant, le Scale est essentiellement destiné à de petites distances à allure rapide, de type cross-country,

### 27.5 pouces
La version 27.5 pouces (650b) est apparue pour la première fois en compétition lors de la première manche de la Coupe du monde de VTT 2012 à Pietermaritzburg, utilisée en particulier par Nino Schurter et Florian Vogel.  La course est remportée par Nino Schurter.
Une version commerciale n'est proposée qu'à partir de 2013,.

### 29 pouces

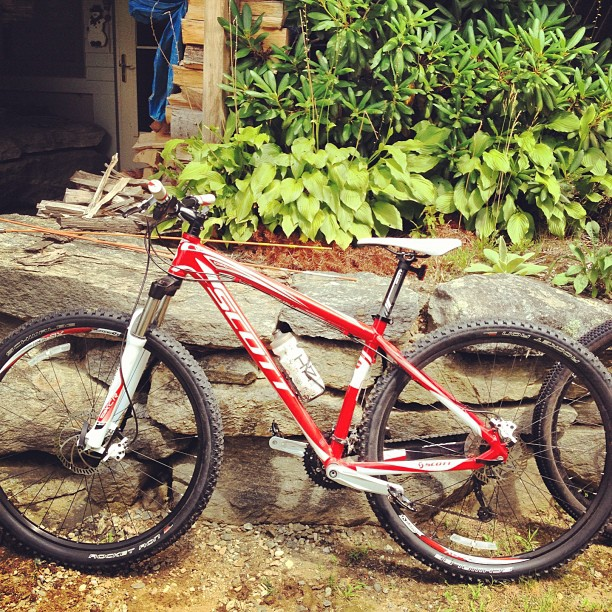
Scott Scale 2012 29 pouces en aluminium.

La première version en 29 pouces sort en 2010.
Le modèle Pro 2012 en carbone est apprécié par les critiques pour sa vocation course, avec un très bon rendement et un faible poids. Il remporte notamment le comparatif fait par le magazine Bike dans la catégorie des XC entre 3 000 et 3 500 €. Le magazine note que malgré l'orientation course, le vélo se révèle agréable, stable en descente et finalement bien équilibré. Sa décoration classique et terne est regrettée.
Le cadre carbone de l'édition 2013 du Scale 29 pèse 949 grammes. Le rendement est considéré comme excellent, mais sa très grande rigidité détériore le confort. Le Scale est ainsi classé comme exclusivement destiné à la compétition, pour des pilotes avec un bon niveau de pilotage et un rythme élevé.

## Compétition

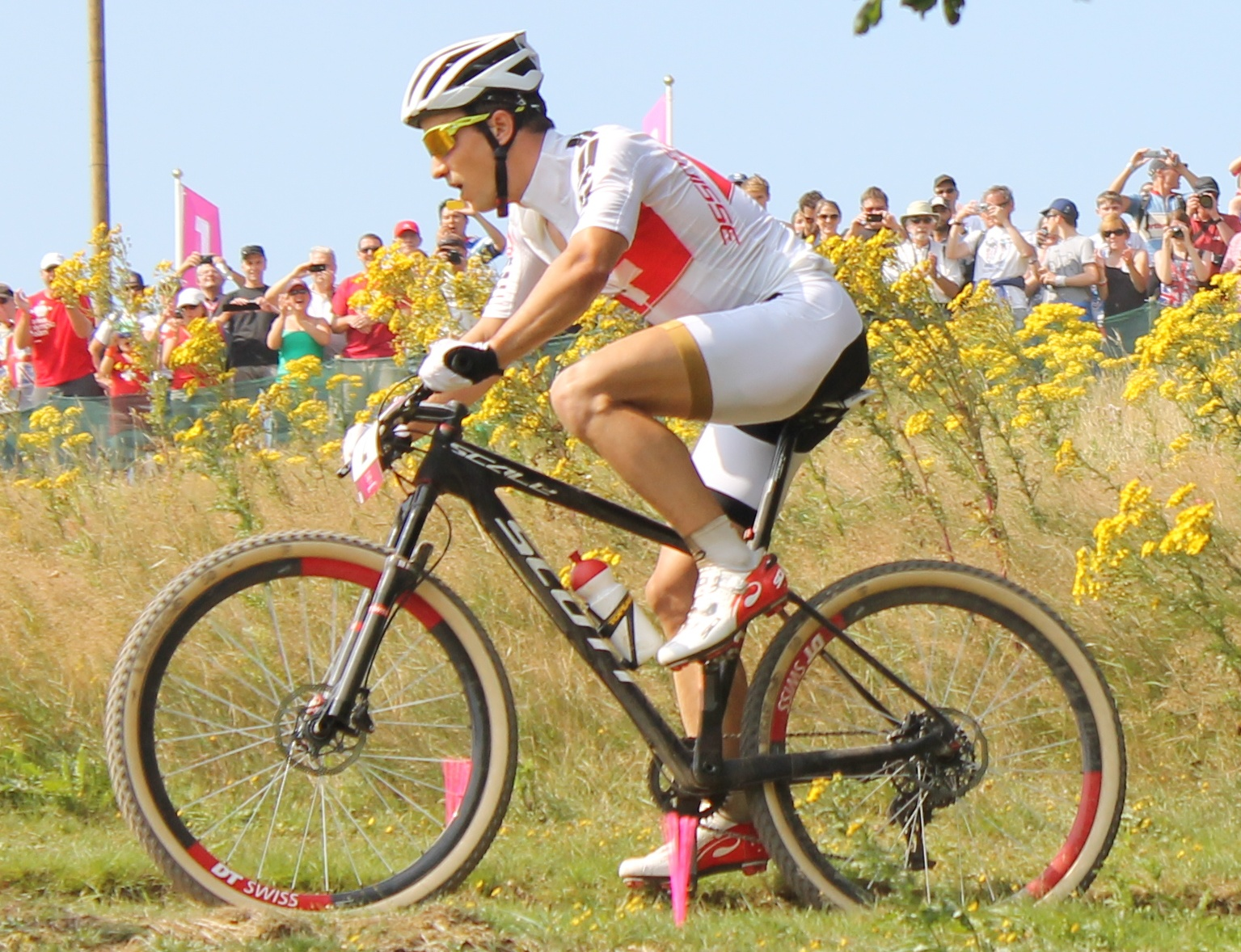
Nino Schurter lors de l'épreuve de VTT aux Jeux olympiques d'été de 2012 sur un Scott Scale en 27.5 pouces.

Le Scott Scale est utilisé en compétition de cross-country, sur les circuits de coupe du monde de VTT, des championnats du monde de VTT et lors des jeux Olympiques. Il est en particulier utilisé par l'équipe Scott Swisspower, et gagne plusieurs coupes du monde et championnats du monde de VTT avec Nino Schurter à son guidon.